# Intelligence des cétacés
L’intelligence des cétacés désigne les capacités cognitives prêtées aux membres de l’ordre des cétacés, qui comprend les baleines, les marsouins, les cachalots et les dauphins. Cette intelligence est suggérée par la taille de leurs cerveaux, par leurs comportements individuels ou sociaux et par l'aisance de leurs capacités d'apprentissage. Si le canon de Morgan limite les tentatives d'anthropomorphisme et commande la mise en place d'expériences rigoureuses, il semblerait bien que les dauphins notamment aient réussi à répondre favorablement à une série de tests visant à déceler chez eux une forme d'intelligence.

## Taille du cerveau

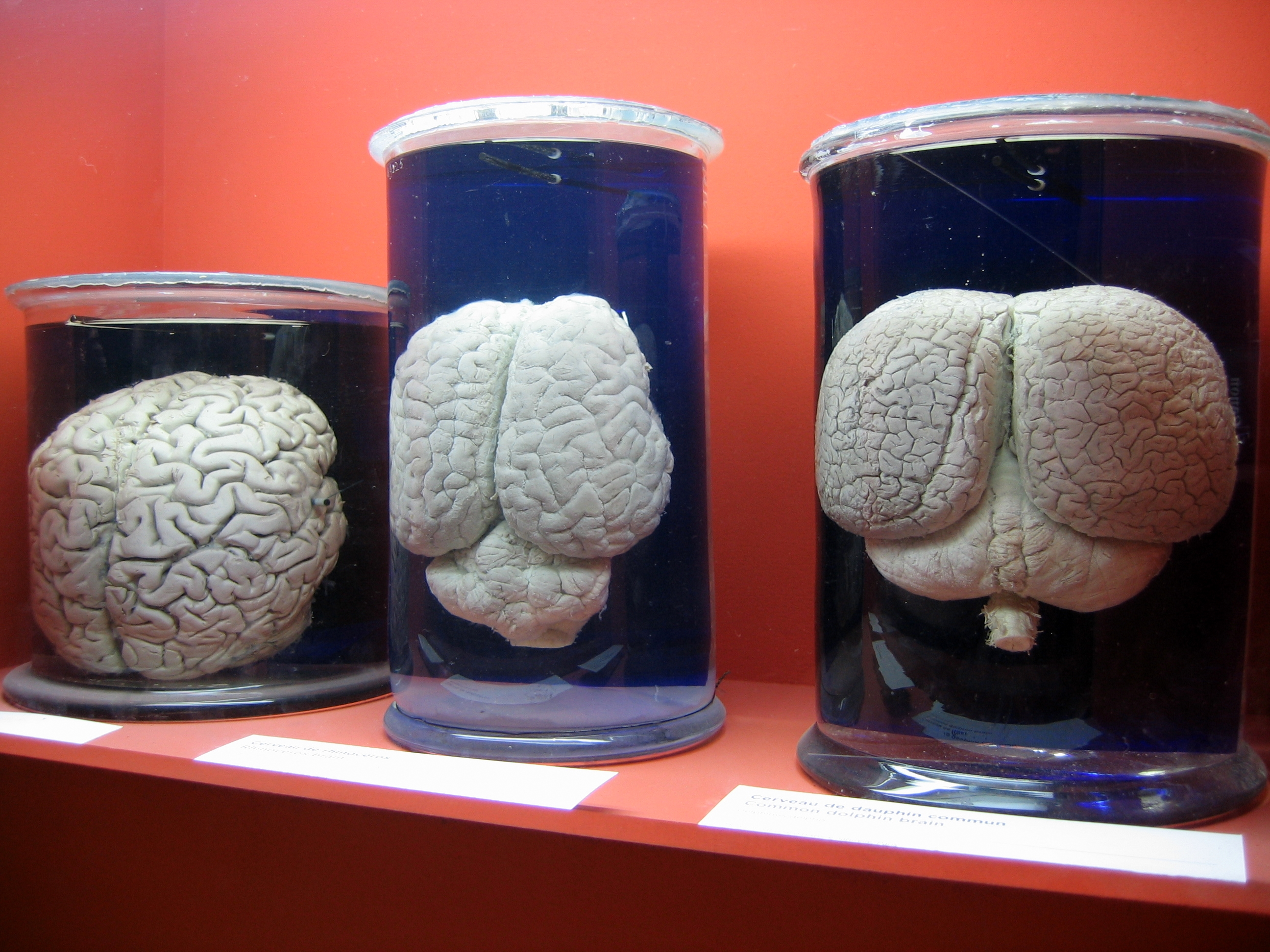
Cerveau de dauphin (Tursiops truncatus) (à droite), de rhinocéros (Ceratotherium simum) (au centre), et de l'homme (Homo sapiens) (à gauche).

La grande taille du cerveau a longtemps été considérée comme un indicateur de l'intelligence d'un animal. Cependant, de nombreux autres facteurs affectent également l'intelligence et des découvertes récentes concernant les oiseaux diminuent la confiance en l'utilité de cette taille comme indicateur clé.
Comme l’essentiel du cerveau est utilisé pour maintenir les fonctions corporelles, un ratio supérieur du cerveau à la masse corporelle permet d’augmenter le montant de la masse de cerveau disponible pour des tâches cognitives complexes.
Des analyses allométriques donnent les échelles de la taille du cerveau des mammifères à environ au 2/3 ou 3/4 de puissance de la masse corporelle. La comparaison de la taille du cerveau d'un animal particulier avec les attendus de la taille du cerveau basés sur l'analyse allométrique fournit un coefficient d'encéphalisation (CE) qui peut être utilisé comme indication de l'intelligence de l'animal. Le coefficient d'encéphalisation varie largement entre les espèces. L'orque a un CE de 2,57, le dauphin de la Plata de 1,67, le dauphin du Gange de 1,55, le grand dauphin de 4,14, et le sotalia de 4,56. C’est moins que l'être humain (CE de 7,44), mais plus que celui des chimpanzés à 2,49, des chiens à 1,17, des chats à 1,00 et de la souris à 0,50.
Les cachalots (Physeter macrocephalus) ont la plus grande masse du cerveau parmi les animaux existants, soit en moyenne 7,8 kg chez les mâles matures.
Les dauphins (Tursiops truncatus) ont une masse absolue du cerveau de 1500-1 700 grammes. Ce chiffre est légèrement supérieur à celui de l'homme (1300-1 400 grammes) et représente environ quatre fois celui des chimpanzés (400 grammes).
Le rapport de la taille du cerveau à la masse du corps (par opposition au coefficient d'encéphalisation) dans certains membres de la superfamille des odontocètes (dauphins, marsouins, bélugas et narvals) est le deuxième après l'homme moderne, et est plus grand que celui de tous les autres mammifères (il y a débat pour savoir si celui des scandentiens pourrait être le deuxième),. Toutefois, chez certains dauphins, il est inférieur de moitié à celui des humains : 0,9 % contre 2,1 %. Cette comparaison semble plus favorable si la grande quantité de lard (15-20 % de la masse) qu’exigent les dauphins pour s'isoler est omise.
La majorité des mammifères naissent avec un cerveau avoisinant 90 % du poids adulte alors que pour les êtres humains il est à peine de 28 % du poids des adultes, et de 54 % chez les chimpanzés, de 42,5 % chez les dauphins et 35 % chez les éléphants.
En dix-huit mois, la masse du cerveau d'un dauphin est d'environ 80 % de celui d'un adulte. Les êtres humains n’atteignent ce pourcentage qu'à l'âge de trois ou quatre ans.
On a découvert des neurones sans grande ramification, connus aussi comme « neurones von Economo », dans le cerveau de la baleine à bosse, du rorqual commun, du cachalot, de l’orque,, du dauphin, du dauphin de Risso et du béluga.
Les humains, les grands singes et les éléphants sont les seules autres espèces connues pour avoir ces cellules fusiformes, toutes espèces bien connues pour leur grande intelligence. Les neurones en fuseau semblent importants pour le développement du comportement intelligent, pouvant inclure la conscience de soi et l'empathie. Une telle découverte peut suggérer une évolution convergente de ces espèces. Des estimations quantitatives suggèrent également que ce type neuronal peut être trois fois plus important chez les cétacés que chez les humains, en prenant en compte la différence de taille.
Les recherches d’Harkeem sur les neurones en fuseau concluent à la théorie suivante :

« Il y a peu de mammifères en dehors des hominidés, des cétacés et des éléphants qui ont un cerveau plus grand que celui des grands singes. Il serait intéressant de déterminer si oui ou non ces mammifères, tels que les girafes et des hippopotames, ont des neurones fusiformes dans certaines parties du cerveau correspondant aux cortex préfrontal et cortex cingulaire antérieur. Si elles sont présentes, cela donnerait à penser que la morphologie de ces neurones peut être principalement liée à la taille du cerveau absolue. Sinon, ils pourraient être liés à des spécialisations de comportement commun aux hominidés, aux baleines et aux éléphants. »

## Structure du cerveau
Le cerveau des éléphants montre une complexité similaire à celui des dauphins, avec encore plus de circonvolutions que celui des humains, et avec un cortex plus épais que celui des cétacés.
Cependant, chez les dauphins, « aucun modèle de distribution cellulaire, subdivision nucléaire, ou de morphologie cellulaire indiquent une spécialisation du locus cœruleus » malgré la taille du cerveau et la phénoménologie absolue du grand sommeil unihémisphérique des cétacés.
En outre, il est généralement admis que la croissance du néocortex, tant en valeur absolue que par rapport au reste du cerveau, au cours de l'évolution de l’homme, a été responsable de l'évolution de l'intelligence, quelle qu’en soit la définition. Toutefois, si un néocortex complexe indique généralement une grande intelligence, il y a des exceptions : par exemple, les échidnés ont un cerveau très développé, mais qui n’est pas encore considéré comme très intelligent.
Certains scientifiques soutiennent que plus le nombre de neurones corticaux est élevé dans une espèce, plus grande est leur intelligence. Bien que de nombreux cétacés aient un grand nombre de neurones corticaux, après l'homo sapiens, l'espèce avec le plus grand nombre de neurones corticaux et synapses est l'éléphant
Tous les mammifères dormant, dont les dauphins, ont un stade connu sous le nom de sommeil paradoxal.
Contrairement aux autres mammifères terrestres[Quoi ?], le cerveau des dauphins contient un lobe paralimbique (proche du système limbique), qui peut éventuellement être utilisé pour le traitement sensoriel. Le dauphin a une respiration volontaire, même pendant le sommeil, de sorte que l’anesthésie vétérinaire est impossible, car il se traduirait par l’asphyxie. Ridgway rapporte que l'EEG montre une asymétrie hémisphérique alternative en ondes lentes pendant le sommeil, avec parfois des vagues de demi-sommeil des deux hémisphères. Ce résultat a été interprété comme signifiant que les dauphins ne dorment que d'un hémisphère de leur cerveau en même temps, peut-être afin de contrôler leur système de respiration volontaire ou d'être vigilant pour les prédateurs. Ceci est également donné comme explication de la grande taille de leur cerveau.

Principe de l'écholocation.

Le temps de transmission du tronc cérébral du dauphin est plus rapide que celui qu'on retrouve habituellement chez les humains, et est approximativement équivalent à la vitesse trouvée dans le rat. Comme l’écholocation des dauphins est le principal moyen de détection de leur environnement - analogue aux yeux chez les primates - et comme le son voyage quatre fois et demie plus vite dans l'eau que dans l'air, les scientifiques spéculent sur le fait que la rapidité du temps de transmission du tronc cérébral, et peut-être le lobe paralimbique, facilitent le traitement rapide du son.
La dépendance du dauphin au traitement rapide du son est évidente dans la structure de son cerveau: sa zone de neurones consacrée à l'imagerie visuelle n'est que d'environ un dixième de celle du cerveau humain, alors que la superficie consacrée à l'imagerie acoustique est environ 10 fois celle du cerveau de l'homme. (Cela n'est pas surprenant : les cerveaux de primates consacrent beaucoup plus de volume au traitement visuel que ceux de presque tout autre animal, et le cerveau de l'homme plus que les autres primates).
Des expériences sensorielles suggèrent un degré élevé d'intégration croisée dans le traitement des formes entre les zones écholocatives et visuelles du cerveau. Contrairement au cas du cerveau humain, le chiasma optique du cétacé est complètement croisé, et il existe des preuves comportementales de domination hémisphérique pour la vision.

## Capacité de résolution de problèmes
Certaines études montrent que les dauphins, parmi d’autres animaux, comprennent des concepts tels que plus ou moins en termes de continuité numérique (mais pas nécessairement de comptage).
Une recherche récente a montré que les dauphins peuvent être capables de distinguer entre les numéros. Cependant, le même chercheur a suggéré qu’ « il peut s'agir de mimétisme car les dauphins sont inégalés pour les capacités d'imitation chez les animaux. »
Une définition communément admise de l'intelligence est « la capacité de raisonner, planifier, résoudre des problèmes, penser de façon abstraite, comprendre des idées complexes, apprendre rapidement et notamment à partir de l’expérience ». Cette définition est distincte des traits de communication sociale ou de la capacité à apprendre des « trucs » (qui peut être fait par le conditionnement), et de ce fait beaucoup de gens pensent que les dauphins ne sont pas aussi intelligents que les humains.
Plusieurs chercheurs observant la capacité des animaux à apprendre des formations types tendent à classer les dauphins sur le niveau de l’éléphant et montrent que les dauphins n'ont pas de talent particulier avec la résolution de problèmes par rapport aux autres animaux classés avec une très grande intelligence,. Les résultats montrent que les dauphins sont qualifiés pour exécuter ce genre de tests standardisés, mais ne sont pas aussi habiles que les autres animaux de l'étude.
La véritable ampleur de l'intelligence des dauphins est vraiment inconnue à l'homme dans le sens que nous-mêmes, nous avons évolué au fil du temps pour maintenir notre subsistance sur la terre alors qu'ils ont évolué pour vivre dans l'eau.
Par ailleurs, John Cunningham Lilly a démontré qu’« un dauphin non entraîné apprend beaucoup plus rapidement qu’un singe ». Il lui suffit d’observer une démonstration une seule fois pour la reproduire immédiatement alors que le singe va devoir faire de multiples essais avant d’arriver au même résultat.

## Comportement

### Caractéristiques sociales

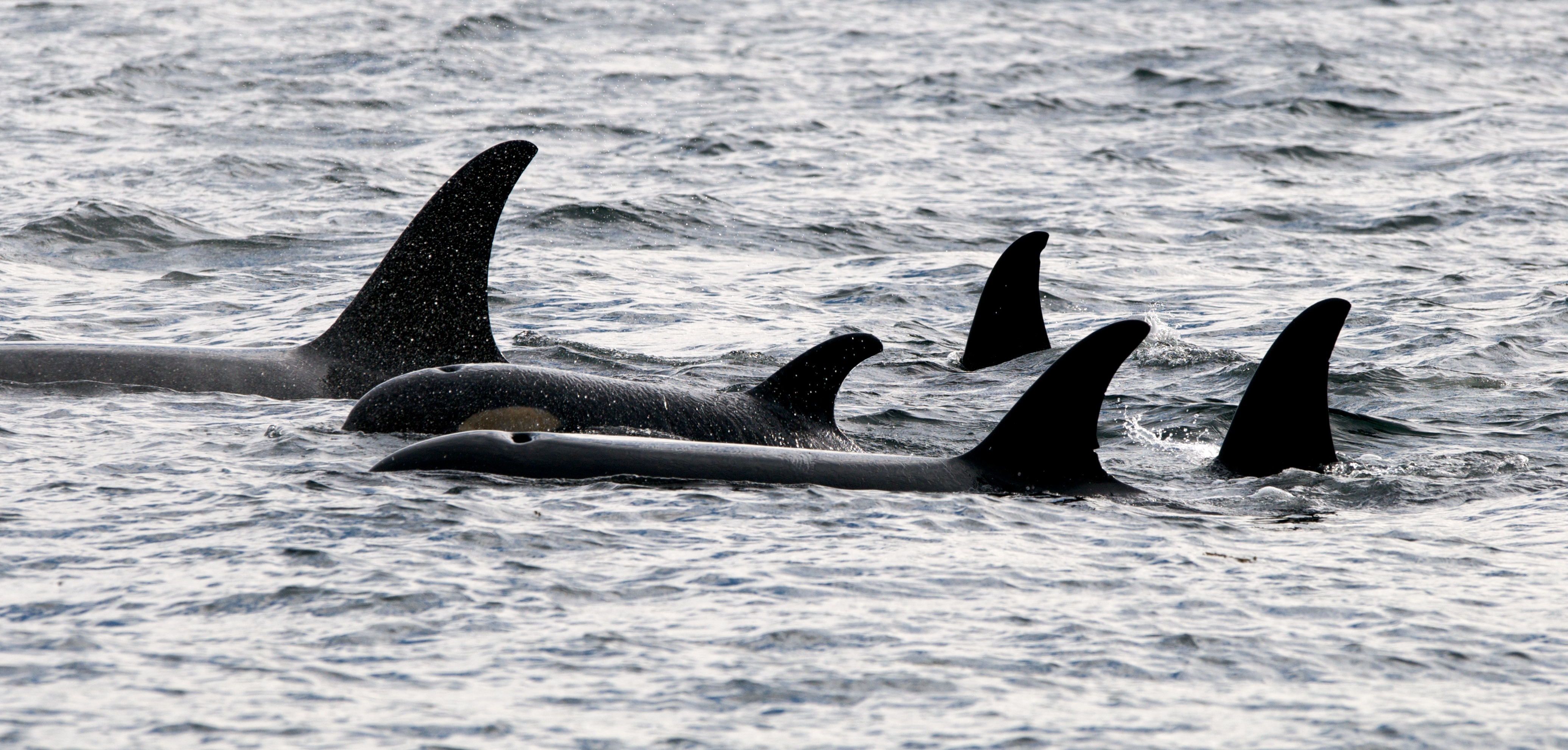
Pod de 5 orques.

La taille des groupes de dauphins varie de façon spectaculaire. Les dauphins d’eau douce se rassemblent habituellement en assez petits groupes de 6 à 12, et dans certaines espèces, restent seuls ou en couples. Les individus dans ces petits groupes se connaissent et peuvent se reconnaître les uns les autres. D'autres espèces marines comme le dauphin tacheté pantropical, le dauphin commun à bec court et le dauphin à long bec voyagent parmi de grands groupes de centaines d’individus. On ignore si tous les membres du groupe se connaissent les uns les autres.
Cependant, il ne fait aucun doute que ces gros ensembles peuvent agir comme une seule unité cohésive – les observations montrent que si une perturbation inattendue, comme une approche de requins, se produit sur le flanc ou par-dessous le groupe, il se déplace de concert pour éviter la menace. Cela signifie que les dauphins doivent être conscients non seulement de leurs voisins proches, mais aussi d'autres individus à proximité. Ceci est réalisé par la vue, et peut-être aussi par l'écholocation. Une hypothèse proposée par Jerison (1986) suggère que les membres d'une meute de dauphins sont capables de partager les résultats de l'écholocation les uns avec les autres pour créer une meilleure compréhension de leur environnement.
Les orques sédentaires en Amérique du Nord vivent en groupes familiaux très stables appelé pod en anglais. La base de cette structure sociale est la lignée maternelle, composée d'une mère et de sa progéniture, qui voyage avec elle. Les orques mâles ne quittent jamais leur mère, tandis que la progéniture femelle peut bifurquer pour former sa propre lignée maternelle si elle a beaucoup de descendants en propre. Les mâles ont un lien particulièrement fort avec leur mère, et voyagent avec elles toute leur vie, qui peut dépasser 50 ans. Il peut sembler qu'il n'y ait pas de bénéfice, exception faite peut-être dans les techniques de chasse, et qu'ils pourraient se joindre à d'autres groupes de chasse. Il y a deux exemples intéressants de ce lien familial chez les mâles. Deux fils, identifiés comme A38 et A39, accompagnent constamment leur mère A30, malgré le fait qu'elle n'a pas besoin de protection et qu’ils peuvent tous chasser par eux-mêmes. Les chercheurs ont noté que si un fils s'éloigne, l’autre reste toujours avec la mère. Les frères A32, A37 et A46, dont la mère A36 est décédée sont un autre exemple. Au lieu d'envisager la dissolution de la famille, les trois frères restent toujours ensemble.
Les relations dans la population d'orques peuvent être découvertes par leurs vocalisations. Les matrilignées qui partagent un ancêtre commun de seulement quelques générations, partagent la plupart du temps le même dialecte. Les pods qui partagent certains appels indiquent un ancêtre commun de beaucoup de générations en arrière, et forment un clan. Fait intéressant, les orques utilisent ces dialectes pour éviter la consanguinité. Ils s'accouplent en dehors du clan, qui est déterminé par des vocalisations différentes. À une seule occasion, une orque mère et le père ont été jugés d'un même clan, même si en groupes différents. Il existe des preuves que d'autres espèces de dauphins peuvent aussi avoir des dialectes,
Dans les études sur les dauphins par Wells à Sarasota, Floride, et Smolker à Shark Bay, Australie, les femelles d'une communauté sont toutes liées directement ou par une association mutuelle dans une structure sociale globale connue sous le nom de « fission-fusion ». Les groupes de l'association la plus forte sont connus comme des « bandes », et leur composition peut rester stable au fil des ans. Il existe des preuves génétiques que les membres de la bande peuvent être liés, mais ces groupes ne sont pas nécessairement limités à une seule ligne matrilinéaire. Il n'existe aucune preuve que les bandes sont en concurrence les unes avec les autres.
Dans les mêmes domaines étudiés, ainsi qu’à Moray Firth, Écosse, les mâles forment des associations fortes de deux à trois personnes, avec un coefficient d'association entre 70 et 100. Ces groupes de mâles sont connus comme des «alliances», et les membres affichent souvent des comportements synchrones comme la respiration, le saut et la rupture. La composition de ces alliances est stable pendant plusieurs dizaines d'années, et peut fournir un avantage pour l'acquisition de femelles pour s'accoupler.
Les stratégies sociales complexes de mammifères marins tels que les dauphins, « peuvent fournir des parallèles intéressants » avec les stratégies sociales des éléphants et des chimpanzés.

### Jeu complexe
Les dauphins sont connus pour se livrer à un comportement de jeu complexe, telles que la production stable sous l'eau de vortex d’air en forme d’anneaux ou de bagues à partir de bulles. Il existe deux méthodes principales de production de ces anneaux de bulles : la rapide projection d’air dans l'eau qui lui permet de remonter à la surface, formant un anneau ; ou la natation de façon répétée dans un cercle, puis stoppée pour injecter de l'air ds courants hélicoïdales dans le vortex ainsi formé. Les dauphins alors examinent souvent leurs créations visuellement et avec leurs sonar. Ils semblent également aimer mordre les vortex qu'ils ont créé, pour qu'ils éclatent dans de nombreuses bulles distinctes, montant rapidement à la surface.
Certaines baleines sont également connues pour produire des anneaux de bulles, des filets ou des spirales de bulles dans le but de recherche de nourriture. Plusieurs espèces de dauphins sont également connues pour jouer en roulant dans les vagues : naturelles à proximité du rivage dans une méthode semblable à l'homme qui surfe ; ou dans celles induites par la proue d'un bateau en mouvement dans un comportement connu sous le nom de « chevauchée en arc ».

### Coopération inter-espèces
Il y a eu des cas de plusieurs espèces de dauphins et de marsouins en captivité qui aidaient et interagissaient avec d’autres espèces, y compris des baleines échouées. En outre, on les a vus vivre aux côtés d’orques sédentaires pour un temps limité.

### Comportement créatif

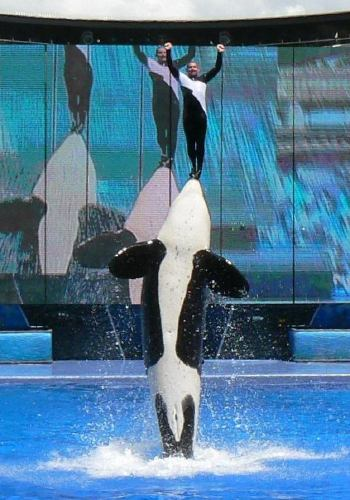
Orques en spectacle.

En plus d'avoir démontré leur capacité à apprendre des choses complexes, les dauphins ont également démontré la capacité de produire des réponses créatives. Ceci a été étudié par Karen Pryor au milieu des années 1960, au Sea Life Park à Hawaii. Les deux sujets d'essai étaient de l'espèce dauphin à bec étroit (Steno bredanensis), du nom de Malia (montré régulièrement au Sea Life Park) et Hou (sujet de recherche à l'Institut océanique adjacent). L'expérience consistant à tester les dauphins afin de savoir s’ils seraient capables d’identifier quand ils étaient récompensés (par des poissons) pour l'originalité de leur comportement, a été très fructueuse. Cependant, puisque seulement deux dauphins y ont été impliqués, l'étude est difficile à généraliser.
En commençant par le dauphin désigné Malia, la méthode employée était de choisir un de ses comportements particuliers quotidiens et de récompenser chaque démonstration de ce comportement tout au long de la session du jour. Au début de chaque nouvelle journée Malia présentera le comportement de la veille, mais ce n’est qu'après la manifestation d'un nouveau comportement que sera donné une récompense. Tous les comportements exposés ont été, au moins pour un temps, des comportements connus de dauphins. Après environ deux semaines Malia avait apparemment épuisé tous les comportements normaux et se mit à répéter les performances ; cela n'a pas été récompensé.
Selon Pryor le dauphin s’était presque découragé. Cependant, à la seizième session sans nouveau comportement, elle a présenté aux chercheurs un flip qu'ils n'avaient jamais vu avant et qui a été récompensé. Pryor rapporte : « Au lieu de proposer le même mouvement, elle a offert un coup de queue que nous n'avions jamais vu et que nous avons récompensé. Elle a commencé à nous offrir alors toutes sortes de comportements que nous n'avions jamais vu dans un tel tourbillon que, finalement, on ne put guère choisir ce à quoi il fallait accorder une récompense ».
Le second sujet test, Hou, a mis trente-trois séances pour atteindre le même stade. À chaque fois, l'expérience a été interrompue lorsque la variabilité du comportement des dauphins est devenue trop complexe pour faire d'autres renforcements positifs significatifs.
La même expérience a été répétée avec des humains, et il a fallu aux volontaires la même longueur de temps pour comprendre ce qu'on demandait d'eux. Après une période initiale de frustration ou de colère, ils ont réalisé avec soulagement qu'ils étaient récompensés lors de comportements nouveaux, alors que les dauphins accueillaient avec excitation cette épreuve.
Les orques en captivité ont souvent affiché des réponses intéressantes quand ils s'ennuyaient. Par exemple, lorsque le Dr Paul Spong a travaillé avec l’orque Skana, il a étudié ses capacités visuelles. Toutefois, après avoir effectué favorablement 72 essais par jour, Skana se mit soudain à toujours donner des réponses erronées. Le Dr Spong a conclu que quelques poissons ne sont pas une motivation suffisante et il a commencé à jouer de la musique, qui semblait plaire davantage à Skana.
Au Marine Mammal Studies Institut dans l'État du Mississippi, il a également été observé que les dauphins résidents semblent montrer une prise de conscience de l'avenir. Les dauphins sont formés pour garder leur bassin propre en récupérant les déchets et en les amenant à un gardien, afin d'être récompensés avec un poisson. Toutefois, un dauphin, nommé Kelly, a apparemment appris un moyen d'obtenir plus de poissons, en cachant la poubelle sous un rocher au fond de la piscine et en apportant petit à petit des morceaux.

### Utilisation d'outils
En 2005, les scientifiques ont observé des groupes limités de dauphins autour de l’Australie utilisant un outil de base. Lors de la recherche de nourriture sur le fond de la mer, beaucoup de ces dauphins ont arraché des morceaux d’éponge puis les enrouler autour de leur rostre pour éviter l'abrasion par les coraux.

## Communication

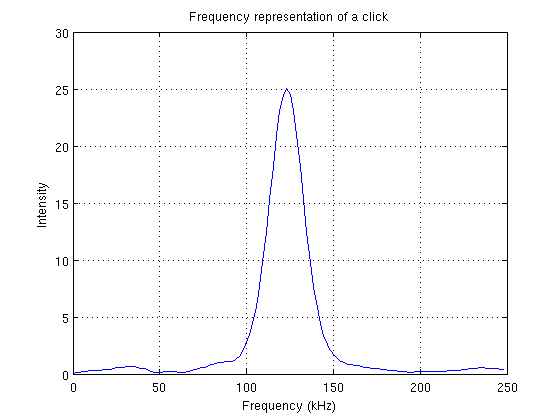
Fréquence d'un clic de dauphin.

La série de sons émis par les baleines s’appelle « chant des baleines » et est utilisé pour différents types de communication.
Les dauphins eux émettent deux types distincts de signaux acoustiques, qui sont appelées sifflets et clics :
- Les clics sont de rapides impulsions en paquets à haut débit - utilisés pour l’écholocation, même si certaines vocalises haut débit à basse fréquence peuvent servir dans un but non-écholocatif comme la communication (par exemple les appels à impulsions d'orques). Les impulsions dans une suite de clics sont émises à des intervalles de ~ 35-50 millisecondess, et en général ces intervalles sont légèrement plus grands que le temps aller-retour du son à la cible.

- Les sifflets signaux en modulation de fréquence (FM) à bande étroite - sont utilisés à des fins de communication, tels que les appels de contact, les dialectes spécifiques des orques sédentaires dans un pod, ou le coup de sifflet signature du grand dauphin.

Il existe des preuves solides que certains sifflets spécifiques, appelées « sifflets signature », sont utilisés par les dauphins pour s’identifier et / ou s’appeler les uns les autres ; des dauphins ont été observés émettant des sifflets signatures d’autres spécimens, en plus des leurs. Un coup de sifflet signature unique se développe très tôt durant la vie d'un dauphin, et il semble être une imitation de la signature du coup de sifflet de la mère.
Xitco a signalé la capacité des dauphins à épier passivement lors d'inspection active (écholocative) d'un objet par un autre dauphin. Herman appelle cet effet, la «lampe de poche acoustique », hypothèse qui pourrait être liée aux résultats sur la compréhension des variations du geste de pointage, y compris celui de l'homme, du pointage postural du dauphin, et du regard humain, dans le sens d'une réorientation de l'attention d'une autre personne, une capacité qui peut exiger un esprit théorique.
L'environnement dans lequel vivent les dauphins rend les expériences beaucoup plus coûteuses et compliquées qu’avec de nombreuses autres espèces ; en outre, le fait que les cétacés peuvent émettre et entendre des sons (qui sont censés être leurs principaux moyens de communication) dans une gamme de fréquences beaucoup plus large que celle de l'homme signifie que des équipements sophistiqués, qui n'existait pratiquement pas dans le passé, sont nécessaires pour les enregistrer et les analyser. Par exemple, les clics peuvent contenir de l'énergie significative dans les fréquences supérieures à 110 kHz (pour comparaison, il est inhabituel pour un homme de pouvoir entendre les sons supérieurs à 20 kHz), et exigent que des appareils ayant un taux d'échantillonnage d'au moins 220 kHz soient utilisés.
En plus du canal de communication acoustique, la perception visuelle est également significative. La pigmentation contrastée du corps peut être utilisée, par exemple avec des « flashs » de la zone ventrale hypopigmentée de certaines espèces, comme la production de bulles d'eau pendant la signature sifflée. En outre, la plupart des comportements synchrones de coopération, ainsi que les méthodes de coopération de recherche de nourriture, sont sans doute gérées au moins partiellement par des moyens visuels.
Bien qu'il y ait peu de preuves confirmant le langage des dauphins, des expériences ont montré qu'ils peuvent apprendre la langue des signes de l'homme. Akeakamai, un dauphin, a été en mesure de comprendre les mots et phrases de base comme « toucher le frisbee avec votre queue, puis sauter par-dessus» (Herman, Richards, et Wolz 1984). Les dauphins ont également montré la capacité de comprendre l'importance de l’ordre de chaque ensemble de tâches dans une seule phrase.
Par ailleurs, en présence d'hommes qui les stimulent auditivement (à l'aide de microphone et hydrophone), les dauphins se familiarisent avec nos fréquences limitées et lentes et parviennent alors à imiter notre langages non seulement dans ses inflexions, mais aussi dans sa phonologie.
D’autres exemples, tirés de l’expérience de marins-pêcheurs, démontrent la capacité de communiquer rapidement à grande échelle des informations précises au sein d’un groupe d’orques dispersé sur 100 km2. À la suite d'un tir de harpon émanant d’un baleinier, les cétacés eurent vite fait de s’éloigner de tout navire présentant le même appendice menaçant à l’avant alors qu’ils continuaient de frôler les autres navires de pêche pourtant de même type.

## Conscience de soi
La conscience de soi est considérée, par certains, comme un signe de pensée abstraite très développée. La conscience de soi, bien que mal définie scientifiquement, est considérée comme le précurseur de procédés plus avancés tels que la métacognition (réflexion sur la réflexion) qui est typique de l'homme. La recherche scientifique de ce sujet a suggéré que les dauphins, aux côtés des éléphants et des grands singes possèdent la conscience de soi.
Le test le plus largement utilisé pour la conscience de soi chez les animaux est le test du miroir, développé par Gordon Gallup dans les années 1970, dans laquelle un colorant temporaire est placé sur le corps d'un animal, et un miroir est alors présenté à l’animal.
Certains scientifiques sont toujours en désaccord avec ces conclusions, faisant valoir que les résultats de ces tests sont ouverts à l'interprétation humaine et sensible à l’effet d'Hans le Malin. Ce test est beaucoup moins définitif que lorsqu'il est utilisé pour les primates, parce que les primates peuvent toucher la marque ou le miroir, tandis que les dauphins ne peuvent pas, ce qui rend leur comportement de reconnaissance de soi alléguée moins certain. Les critiques soutiennent que les comportements que l'on dit souligner la conscience de soi ressemblent aux comportements sociaux existants, et ainsi des chercheurs pourraient mal interpréter les réponses sociales à un autre dauphin. Les chercheurs soutiennent que les comportements prouvant la conscience de soi sont très différents des réactions normales face à un autre dauphin, y compris ceux accordant une attention beaucoup plus grande à un autre dauphin qu’à l'égard de leur image dans un miroir. Le Dr Gallup qualifie les résultats comme « la preuve la plus suggestive à ce jour » de l'auto-reconnaissance des dauphins, mais « pas définitive » parce qu'il n'était pas certain que les dauphins n’interprètent pas l'image dans le miroir comme un autre animal. Considérant que les singes ne peuvent que toucher la marque sur eux-mêmes avec leurs doigts, les dauphins ont un comportement montrant moins l’évidence de conscience de soi, en se tordant et se tournant pour observer la marque.
Comme une réponse à la suite de ces critiques, en 1995, Marten et Psarakos ont utilisé la télévision pour tester la conscience de soi des dauphins. Ils ont montré aux dauphins des images d'eux-mêmes en temps réel, d’autres enregistrées, et celles d’un autre dauphin. Ils ont conclu que les preuves suggèrent la conscience de soi plutôt que le comportement social. Cependant, cette étude n'a pas été répétée depuis lors, et les résultats restent donc non corroborés.
Toutefois, les dauphins ont passé depuis le test du miroir (Reiss, Marin).

## Cognition comparative

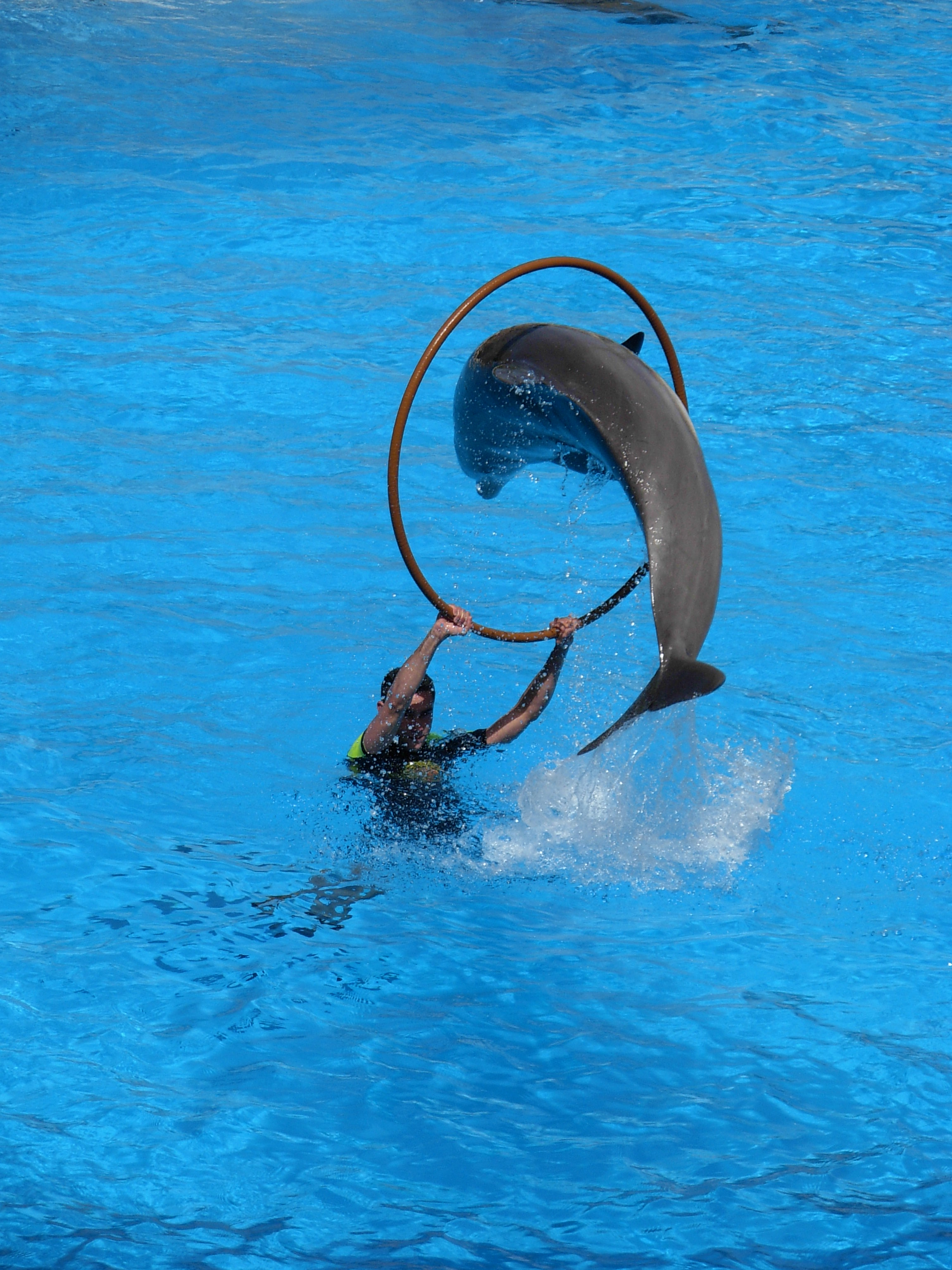
Dauphins à l'exercice.

La recherche de la cognition comparative du dauphin est l'une des principales méthodes de l'enquête de l'intelligence des cétacés.
Les exemples de capacités cognitives étudiées chez le dauphin comprennent : la formation de concepts, l’habileté sensorielle, et l'utilisation de la représentation mentale de dauphins. Ce type de recherche est en cours depuis la fin des années 1960 par Louis Herman, Mark Xitco, John Gory, Stan Kuczaj ou Adam Pack, et comprend des rubriques spécifiques : mimétisme acoustique, mimétisme de comportement (inter et intra-spécifique), compréhension des nouvelles séquences dans un langage animal (ainsi que de nouvelles séquences anormales), mémoire, suivi de ses propres comportements (y compris rapports sur ceux-ci, ainsi que capacité de les éviter ou de les répéter), rapports sur la présence et l'absence d'objets, catégorisation d’objets, discrimination et appariement (identité correspondant à l'échantillon, à l'échantillon retardé, correspondant à travers écholocation et vision, correspondant arbitraire de l'échantillon, rapports sur l’absence d'identité, comportements créatifs synchrones entre deux animaux, compréhension des symboles pour les différentes parties du corps, compréhension du geste de pointage et du regard (faite par les dauphins ou les humains), résolution de problèmes, écoute écholocative, etc).
Bien que celles-ci soient en grande partie des études de laboratoire, les études de terrain relatives à la connaissance des dauphins et des cétacés sont également pertinentes pour la question de l’intelligence, y compris celles qui proposent d’utiliser l'outil, la culture, la « fission-fusion » de la structure sociale (y compris les alliances et autres comportements de coopération), le comportement acoustique (sifflets signatures de dauphins, clics de cachalots, vocalisations de pods d’orques), méthodes de recherche de nourriture, échouage partiel, coopération avec les pêcheurs… Richard Connor, Hal Whitehead, Peter Tyack, Janet Mann, Randall Wells, Kenneth Norris, B. Wursig, John Ford, Louis Herman, Diana Reiss, Lori Marino, Sam Ridgway, Paul Nachtigall, Eduardo Mercado, Denise Herzing ou Whitlow Au s'y intéressent.

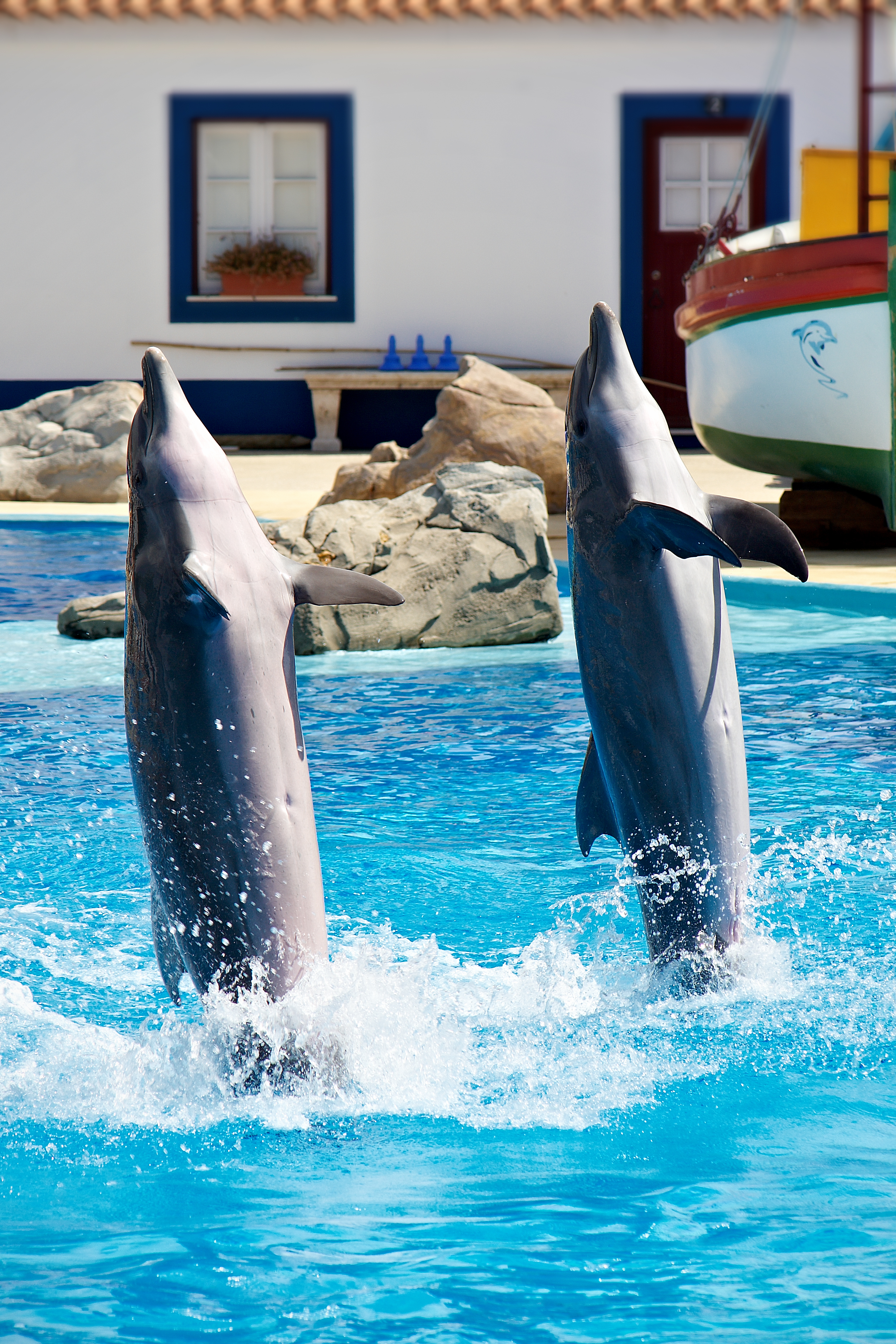
Dauphins en delphinarium

Contrairement aux primates, les cétacés sont particulièrement éloignés des hommes dans le temps de l'évolution. Par conséquent, les capacités cognitives ne peuvent généralement pas être rapportées à un ancêtre commun. Bien que les cétacés et les humains (comme tous les mammifères) ont un ancêtre commun dans le passé lointain, il avait certainement des capacités cognitives nettement inférieures par rapport à ses descendants modernes. La divergence précoce de la ligne de l'ascendance humains/dauphins crée un problème dans les tests de tâches cognitives, car les cerveaux des dauphins et des hommes ont été naturellement sélectionnés de façon différente, avec des capacités cognitives complètement différentes les favorisant dans leurs environnements très différents. Par conséquent, un problème anthropomorphique subsiste avec la difficulté de savoir exactement quelles capacités cognitives tester, comment les tester, et quelle validité ont les résultats expérimentaux en raison de la lignée complètement différente de l'évolution et de l'environnement de l'homme et les cétacés.

## Dressage
Depuis les recherches menées à la fin des années 1950 par divers instituts océanographiques et delphinariums, des dauphins ont été maintenus en captivité afin de parfaire leur étude, mais aussi afin de présenter des numéros de dressage similaires à ceux que l’on trouve dans un cirque. Les dauphins ont très vite démontré leur capacité d’apprentissage de tours et de signaux divers, basé sur le système de la récompense alimentaire d’abord, puis affective. Jamais aucun animal, malgré sa puissance et son aisance dans l’eau, n’a manifesté de comportement agressif envers l’homme sauf cas exceptionnel de défense face à une agression.
L’armée américaine a très vite compris l’intérêt que représentait un tel nageur aux capacités intellectuelles et volontaires aussi étendu. Des dauphins ont donc été dressés dans le cadre du Programme de mammifères marins de l’U.S. Navy afin de porter secours, de poser des mines ou de déminer, etc. Autant d’activités qui font l’économie d’un nageur de combat et qui bien souvent ne pourraient pas même être effectuées par un homme sans machine.